# Paramesotriton hongkongensis
Paramesotriton hongkongensis es una especie de anfibios urodelos de la familia Salamandridae.

## Distribución geográfica
Es endémica de la provincia de Cantón y de Hong Kong (China). Su rango altitudinal oscila entre 90 y 940 m s. n. m..

## Estado de conservación
Se encuentra amenazada por la pérdida de su hábitat natural.